# Клеобула
Клеобула (др.-греч. Κλεοβούλη) — имя нескольких персонажей древнегреческой мифологии и литературы:
- мать Еврипида от Аполлона, по данным Псевдо-Гигина[1][2];
- жена царя Тегеи Алея, мать Кефея и Амфидаманта[3];
- жена беотийского героя Алектриона, мать Леита[4];
- мать Миртила, дочь Эола или Эпола[5]
- жена царя Ормения Аминтора, мать Феникса[6].